# Перформатив
Перформати́в (лат. performo — «создаю», «образовываю») — речевые акты, равноценные поступку. В широкое употребление этот термин ввёл Джон Остин, разделявший высказывания на перформативные и констатирующие. Примерами перформативов являются клятвы, обещания, предупреждения, приказания.
Перформативы обладают следующими свойствами:
- Часто перформативными выражениями являются глаголы в первом лице единственного числа, например, «поздравляю», «требую» и так далее[3], возможны также обезличенные формулировки («Пассажиров просят пройти на посадку»).
- Оценивать перформативы на истинность невозможно, в отличие от констативов они не могут быть признаны истинными или ложными.
- Перформативное высказывание можно оценить на эффективность («условие успешности», «верифицируемость употребления»).
- Перформативы базируются на принятой в обществе системе норм, которая определяет последствия для сделанного высказывания.

Неверное перформативное использование глаголов может порождать языковую игру и юмор. Например, глагол «аргументировать» не употребляется перформативно, поэтому ответ «Аргументирую!» на обращение «Аргументируйте!» в эстрадном диалоге Романа Карцева и Виктора Ильченко порождал комический эффект.